# Kliniken der Stadt Köln
Die Kliniken der Stadt Köln gGmbH sind ein Gesundheitsdienstleister mit drei Krankenhäusern in Köln, deren Ursprünge auf das Jahr 1805 zurückgehen. Neben dem Universitätsklinikum Köln halten die Kliniken der Stadt Köln die meisten medizinischen Leistungen in der Region bereit. Jährlich werden knapp 160.000 Menschen ambulant und 48.500 (Stand 2022) stationär versorgt. Damit sind die Kliniken der Stadt Köln einer der großen Anbieter stationärer Gesundheitsdienstleistungen in Köln. Rund 4.500 Beschäftigte arbeiten in dem Klinikunternehmen, das über rund 1400 Planbetten verfügt.

## Organisation
Die Kliniken der Stadt Köln gGmbH umfasst drei Krankenhäuser in Köln, die durch eine gemeinsame Zentralverwaltung am Standort Holweide verwaltet werden. Zurückgehend auf einen Ratsbeschluss vom März 2004 wurde im Juli 2004 aus dem städtischen Eigenbetrieb die gemeinnützige GmbH (gGmbH) Kliniken der Stadt Köln gGmbH mit der Stadt Köln als alleinigem Gesellschafter. Damit wurde das Unternehmen teilprivatisiert. Der Rat der Stadt Köln hat 2014 acht Personen in den Aufsichtsrat entsandt. Die Arbeitnehmerschaft wird durch vier Personen vertreten. Alle drei Betriebsteile sind nach KTQ zertifiziert. Bei ambulanten medizinischen Diagnostik- und Therapieleistungen (z. B. ambulantes Operieren) werden die Strukturen der Kliniken auch von niedergelassenen Ärzten genutzt. Das Motto des Leitbildes lautet „Der Mensch im Zentrum unseres Handelns“.

### Standorte

#### Krankenhaus Köln-Merheim
Das Krankenhaus Köln-Merheim ist der größte Betriebsteil der Kliniken der Stadt Köln und liegt im rechtsrheinischen Kölner Stadtteil Merheim. Das Haus ist Hochschulklinikum der Universität Witten/Herdecke und akademisches Lehrkrankenhaus der Universität zu Köln. Es ist ein Haus der Maximalversorgung mit 724 Planbetten und einem überregionalen Einzugsbereich. Das Krankenhaus wurde auf dem Gelände des ehemaligen Fliegerhorsts Köln-Ostheim am 6. März 1946 eröffnet. Es beherbergt einige der modernsten medizinischen Einrichtungen Deutschlands bzw. Europas, etwa die operative Intensivstation (OITS), das neurologische Akut-Zentrum mit Intensivstation und Stroke Unit oder die interdisziplinäre Endoskopieabteilung. Das Krankenhaus Köln-Merheim stellt gemeinsam mit der Feuerwehr Köln das ärztliche Personal für die Besatzung des Rettungshubschraubers (RTH) Christoph 3, der in den 2010er Jahren durchschnittlich knapp 1500 Einsätze pro Jahr flog.
Für den durch Beschäftigte des Krankenhauses ins Leben gerufenen Verein Kultur im Krankenhaus Merheim e. V.engagieren sich auch Prominente aus Köln, um mit künstlerischen Darbietungen zur Genesung der Patienten beizutragen.
| Bettenzahl                                | 724                       |
| Ärztlicher Direktor                       | Axel Gossmann             |
| Mitarbeiterzahl                           | ca. 1553 FTE (Stand 2012) |
| Ärzte                                     | ca. 364 (Stand 2011)      |
| Versorgungsstufe                          | Maximalversorgung         |
| Fachgebiete                               | 13                        |
| Patientenzahl stationär und teilstationär | 27.763                    |
| Patientenzahl ambulant                    | 12.736                    |
| Gründungsdatum                            | 1946 (seit 2004 gGmbH)    |
| Website                                   | Krankenhaus Köln-Merheim  |

#### Krankenhaus Köln-Holweide
Das Krankenhaus Köln-Holweide liegt im rechtsrheinischen Kölner Stadtteil Holweide und ist akademisches Lehrkrankenhaus der Universität zu Köln. Es nahm im Jahr 1972 den Betrieb auf und verfügt über 407 Planbetten. Am Standort Köln-Holweide sind sowohl die Zentralverwaltung der Kliniken der Stadt Köln gGmbH als auch das zentrale Bildungsinstitut der Kliniken angesiedelt. Die Klinik für Frauenheilkunde und Geburtshilfe des Krankenhauses Köln-Holweide war mit 1527 Geburten im Jahr 2022 die sechstgrößte geburtshilfliche Klinik in Köln. Der Standpunkt Holweide verfügt neben der Uniklinik Köln über eine von zwei KJPPs im Raum Köln.
| Bettenzahl                                | 407                         |
| Ärztlicher Direktor                       | Claus Ferdinand Eisenberger |
| Mitarbeiterzahl                           | ca. 732 FTE (Stand 2012)    |
| Ärzte                                     | ca. 183 (Stand 2011)        |
| Versorgungsstufe                          | Schwerpunktversorgung       |
| Fachgebiete                               | 9                           |
| Patientenzahl stationär und teilstationär | 21.040                      |
| Patientenzahl ambulant                    | 18.036                      |
| Gründungsdatum                            | 1972 (seit 2004 gGmbH)      |
| Website                                   | Krankenhaus Köln-Holweide   |

#### Kinderkrankenhaus Amsterdamer Straße
Das Kinderkrankenhaus Amsterdamer Straße liegt im linksrheinischen Kölner Stadtteil Riehl und ist akademisches Lehrkrankenhaus der Universität zu Köln. Es verfügt über 264 Planbetten, von denen sich 60 in der Klinik für Kinder- und Jugendpsychiatrie und Psychotherapie am Standort Köln-Holweide befinden. Es ist das erste Kinderkrankenhaus in NRW, das nach KTQ zertifiziert wurde (2004).
Am 29. Juli 1959 wurde an der Amsterdamer Straße 59 mit den Bauarbeiten für das Kinderkrankenhaus begonnen, am 1. Juli 1960 war Richtfest. Die Klinik wurde erst am 7. März 1963 eingeweiht, nachdem bereits am 25. Oktober 1962 mit der Belegung begonnen worden war.
Es beging im August 2012 bei einem Festakt im Kölner Gürzenich sein 50-jähriges Jubiläum. Die McDonald’s Kinderhilfe Stiftung eröffnete 2009 ein Ronald McDonald-Haus mit 15 Appartements für Angehörige schwer kranker Kinder in direkter Nachbarschaft zum Kinderkrankenhaus. Das Kinderkrankenhaus wird u. a. vom Förderverein Kinderkrankenhaus Amsterdamer Straße Köln e. V. mit Sach- und Geldspenden, durch Klinik-Clowns sowie diverse Projekte unterstützt.
| Bettenzahl                                | 264 – inkl. 60 in der Klinik für Kinder- und Jugendpsychiatrie           |
| Ärztlicher Direktor                       | Michael Weiß, Vorgänger: Hans Ewerbeck 1962–1987, Felix Bläker 1987–2000 |
| Mitarbeiterzahl                           | ca. 540 FTE (Stand 2012)                                                 |
| Ärzte                                     | ca. 107 (Stand 2011)                                                     |
| Versorgungsstufe                          | regionale Spitzenversorgung                                              |
| Fachgebiete                               | 5                                                                        |
| Patientenzahl stationär und teilstationär | 12.059                                                                   |
| Patientenzahl ambulant                    | 9.933                                                                    |
| Gründungsdatum                            | 1962 (seit 2004 gGmbH)                                                   |
| Website                                   | Kinderkrankenhaus Amsterdamer Straße                                     |

### Umsatz
Der Jahresumsatz der 2010er Jahre steigerte sich von knapp unter 300 Mio. auf knapp unter 400 Mio. €, wobei das Bilanzergebnis durchgängig negativ war und sich seit 2017 zwischen 40 und 50 Mio. € jährlich an Verlusten belief.

### Neubau Haus 20b
Zu den letzten größeren Baumaßnahmen der Kliniken der Stadt Köln gehört der Neubau „Haus 20b“ am Zentralgebäude des Krankenhauses Köln-Merheim. Das Investitionsvolumen betrug rund 70 Mio. €. Der Bau erfolgte nach einem europaweiten Vergabeverfahren durch das österreichische Unternehmen VAMED des Gesundheitskonzerns Fresenius. Die Rohbauarbeiten begannen im Februar 2010, die offizielle Eröffnung erfolgte Juni 2012. Merkmalen des Neubaus sind:
- Operationssäle: 5
- Betten: 108 (überwiegend in Einzelzimmern)
- Nutzfläche: 16.000 m²
- Bruttogeschossfläche: 23.880 m²
- Etagen: 6
- Parkhausstellplätze: 650
- Hubschrauberlandeplatz: 1 (auf dem Dach)

## Einrichtungen

### Kliniken
Die Fachkliniken der Kliniken der Stadt Köln nach medizinischen Gebieten und Standorten:
| Gebiet                           | Fachklinik                                                                   | Standort |
| -------------------------------- | ---------------------------------------------------------------------------- | -------- |
| Anästhesiologie                  | Klinik für Anästhesiologie und operative Intensivmedizin                     | Merheim  |
| Anästhesiologie                  | Klinik für Kinderanästhesiologie                                             | Riehl    |
| Anästhesiologie                  | Klinik für Anästhesiologie                                                   | Holweide |
| Augenheilkunde                   | Klinik für Augenheilkunde                                                    | Merheim  |
| Chirurgie                        | Klinik für Allgemein-, Viszeral- und Unfallchirurgie                         | Holweide |
| Chirurgie                        | Klinik für Kinderchirurgie und Kinderurologie                                | Riehl    |
| Chirurgie                        | Klinik für Orthopädie, Unfallchirurgie und Sporttraumatologie                | Merheim  |
| Chirurgie                        | Klinik für Plastische Chirurgie                                              | Merheim  |
| Chirurgie                        | Klinik für Thoraxchirurgie im Zentrum für Lungenheilkunde                    | Merheim  |
| Chirurgie                        | Klinik für Viszeral-, Gefäß- und Transplantationschirurgie                   | Merheim  |
| Frauenheilkunde und Geburtshilfe | Klinik für Frauenheilkunde und Geburtshilfe mit Perinatalzentrum (PNZ)       | Holweide |
| Hals-Nasen-Ohrenheilkunde        | Klinik für Hals-Nasen-Ohrenheilkunde                                         | Holweide |
| Innere Medizin                   | Medizinische Klinik I                                                        | Merheim  |
| Innere Medizin                   | Medizinische Klinik II                                                       | Merheim  |
| Innere Medizin                   | Medizinische Klinik                                                          | Holweide |
| Innere Medizin                   | Klinik für Pneumologie im Zentrum für Lungenheilkunde                        | Merheim  |
| Kinder- und Jugendmedizin        | Klinik für Kinder- und Jugendmedizin                                         | Riehl    |
| Kinder- und Jugendpsychiatrie    | Klinik für Kinder- und Jugendpsychiatrie und -psychotherapie                 | Holweide |
| Neurochirurgie                   | Klinik für Neurochirurgie                                                    | Merheim  |
| Neurologie                       | Klinik für Neurologie und Palliativmedizin                                   | Merheim  |
| Radiologie                       | Klinik für Kinderradiologie                                                  | Riehl    |
| Radiologie                       | Klinik für diagnostische und interventionelle Radiologie und Neuroradiologie | Merheim  |
| Radiologie                       | Klinik für diagnostische und interventionelle Radiologie und Neuroradiologie | Holweide |
| Strahlentherapie                 | Klinik für Strahlentherapie                                                  | Merheim  |
| Urologie                         | Klinik für Urologie                                                          | Holweide |

### Institute
Neben den Fachabteilungen halten zentrale Einrichtungen ihre medizinischen Leistungen häuserübergreifend bereit:
- Apotheke
- Institut für Aus-, Fort- und Weiterbildung (AFW)
- Institut für Hygiene (Chefärztin: Frauke Mattner)
- Institut für Pathologie
- Institut für Transfusionsmedizin (ITM)

### Zentren
Bei der Behandlung komplexer Krankheitsbilder arbeiten die Fachbereiche der drei Häuser in interdisziplinären Kompetenzzentren zusammen, die über die traditionellen Klinikstrukturen hinausgehen.
- Alterstraumazentrum (gemeinsam mit dem Ev. Krankenhaus Kalk, zertifiziert durch den Bundesverband Geriatrie)[22][23]

- Becken-Bauch-Zentrum
- Brustzentrum, zertifiziert (Ärztekammer Westfalen-Lippe)
- DarmzentrumGefäßzentrum
- Hernienzentrum
- Kontinenzzentrum, zertifiziert
- Lungenkrebszentrum
- Morbus-Osler-Zentrum, zertifiziert (HHT Foundation International Inc.)
- Nieren- und Hochdruckzentrum
- Pankreaszentrum
- Rheinisches Tumorzentrum
- Schilddrüsenzentrum
- Sozialpädiatrisches Zentrum (SPZ), zertifiziert
- Traumazentrum, zertifiziert (DIOcert)
- Zentrum für ambulante Chirurgie Köln-Merheim (ZaCK)

### Sonstige Einrichtungen
- Das Institut für Transfusionsmedizin (ITM) betreibt in einer Dépendance in der Breite Straße 2–4 der Kölner Innenstadt einen Blutspendedienst.
- Die Kliniken der Stadt Köln besitzen neben den für die Krankenversorgung genutzten Betriebsteilen weitere Liegenschaften und Immobilien (z. B. Personalwohnheime) als Kapitalreserven.[24]

## Forschung und Lehre
Alle Fachkliniken der Kliniken der Stadt Köln betreiben wissenschaftliche Forschung auf ihren jeweiligen Gebieten. Sie beschäftigen zahlreiche Ärzte, die über Weiterbildungsermächtigungen gemäß der Weiterbildungsordnung der Ärztekammer Nordrhein verfügen.

### Lehrstühle
Das Krankenhaus Köln-Merheim ist Klinikum der Universität Witten/Herdecke (UW/H) und hat dort elf Lehrstühle:
1. Lehrstuhl Anästhesiologie II, Frank Wappler
2. Lehrstuhl Chirurgie I, Markus M. Heiss
3. Lehrstuhl Diagnostische und Interventionelle Radiologie, Axel Goßmann
4. Lehrstuhl Innere Medizin II, Axel Jörres[28]
5. Lehrstuhl Plastische Chirurgie, Paul Christian Fuchs
6. Lehrstuhl Pneumologie, Wolfram Windisch. Am Lehrstuhl für Pneumologie wurde 2016 die erste deutsche Professur für extrakorporale Lungenersatzverfahren („künstliche Lunge“) eingeordnet; auf diese wurde Christian Karagiannidis berufen.[29][30]
7. Lehrstuhl Unfallchirurgie und Orthopädie, Bertil Bouillon
8. Lehrstuhl Thoraxchirurgie, N. N.
9. Lehrstuhl Neurochirurgie, Makoto Nakamura[31]
10. Lehrstuhl für Hygiene und Umweltmedizin, Frauke Mattner[32]

### Akademische Lehrkrankenhäuser
Alle drei Betriebsteile der Kliniken der Stadt Köln sind akademische Lehrkrankenhäuser der Universität zu Köln. Studenten der Humanmedizin haben damit die Möglichkeit, ihr Praktisches Jahr (PJ) in den Fachabteilungen der Krankenhäuser zu absolvieren (Informationsformulare für PJ-Studenten (Memento vom 5. Juni 2012 im Internet Archive)).

### Ausbildungszentrum für Gesundheitsfachberufe
Das Ausbildungszentrum für Gesundheitsfachberufe (früher AFW) ist das zentrale Bildungsinstitut der Kliniken der Stadt Köln. Es bietet Bildungsangebote für nahezu alle Berufsgruppen des Unternehmens sowie für externe Teilnehmer an. Daneben umfasst es vier Schulen für Gesundheitsfachberufe:
- Schule für Pflegefachberufe am Standort Köln-Holweide
- Schule für Pflegefachberufe am Standort Köln-Riehl
- Schule für Operationstechnische Assistenz (OTA)
- Schule für Medizinische Technologen für Radiologie (MTR)

### Klinische Studien
Die Kliniken der Stadt Köln betreiben klinische Arzneimittel- und Therapie-Optimierungs-Prüfungen, um die Wirksamkeit von Arzneimitteln, Operationsmethoden oder Therapien zu erforschen. Daneben erfolgen auch nicht-interventionelle Studien, NIS (auch: Anwendungsbeobachtungen, AWB). Die klinischen Studien werden durch die Studienzentren der Klinik für Lungenheilkunde, des Brustzentrums und der Medizinischen Klinik (Köln-Holweide) koordiniert.

### Kooperationen
Im Rahmen der beruflichen Aus-, Fort- und Weiterbildung der Beschäftigten kooperieren die Kliniken der Stadt Köln u. a. mit folgenden Organisationen:
- Universität Witten/Herdecke (Fakultät für Gesundheit: Department Humanmedizin, Department und Pflegewissenschaft)
- Universität zu Köln (Medizinische Fakultät)
- Katholische Hochschule Nordrhein-Westfalen (KatHo NRW)[34]
- Stadtverwaltung Köln[35]
- Hochschule Niederrhein, Social Concepts – Institut für Forschung und Entwicklung in der Sozialen Arbeit (SO.CON)
- Hochschule für Gesundheit Bochum – Hebammenwissenschaften

Im Rahmen des Kooperationsnetzes Unternehmen der Region und Schulen (KURS) und der von der Bundesagentur für Arbeit geförderten Initiative Jugend denkt Zukunft sind die Kliniken der Stadt Köln Lernpartner zweier Kölner Schulen:
- Heinrich-Heine-Gymnasium (Köln)
- Albert-Schweitzer-Realschule (Köln)

## Geschichte
Zentrale Meilensteine der über zweihundertjährigen Geschichte der heutigen Kliniken der Stadt Köln:

### 19. Jahrhundert bis 1945
| Jahr      | Ereignis |
| --------- | --- |
| 1805      | Schenkung der Klöster St. Cäcilien und St. Michael an die Hospitalverwaltung durch ein Dekret Napoleons.                                             |
| 1843–1847 | Neubau des Bürgerhospitals, Integration der Stiftskirche St. Cäcilien in den Komplex als Krankenhauskirche.                                          |
| 1864      | Gründung des St. Marien-Hospitals. |
| 1871      | Die Krankenanstalten werden in die städtische Verwaltung eingegliedert.                                                                              |
| 1872–1874 | Bau des Krankenhauses im Ort Mülheim. |
| 1876      | Bau des städtischen Krankenhauses Köln-Deutz. |
| 1883      | Eröffnung des Oppenheimschen Kinderhospitals. |
| 1886–1888 | Bau des Augustahospitals für Patienten mit ansteckenden und akuten Krankheiten                                                                       |
| 1887–1888 | Bau des St. Elisabeth-Krankenhauses Worringen. |
| 1891–1898 | Erweiterungen des Augustahospitals. |
| 1900–1902 | Bau einer städtischen Fachklinik für Lungenkrankheiten im Waldkrankenhaus Rosbach (Stadtcölnische Auguste-Viktoria-Stiftung zu Rosbach an der Sieg). |
| 1896–1908 | Aus- und Umbauten der Städtischen Krankenanstalt Lindenburg zur Einrichtung für akademischen Unterricht der Universität zu Köln.                     |
| 1922      | Eingemeindung Worringens, St. Elisabeth-Krankenhaus geht in städtischen Besitz über.                                                                 |
| 1939–1945 | Zweiter Weltkrieg mit massiver Zerstörung Kölns. |
| 1945      | Aufbau der Krankenanstalt Köln-Merheim rechtsrheinisch auf dem Gelände des Fliegerhorstes Köln-Ostheim.                                              |

### Nachkriegszeit bis Gegenwart
| Jahr | Ereignis |
| ---- | --- |
| 1946 | Betriebsaufnahme der Medizinischen Kliniken (Innere Medizin) auf dem Kasernengelände in Köln-Merheim                                                       |
| 1947 | Betrieb des Kinderkrankenhauses Köln-Brück als Spezialabteilung des Krankenhauses Köln-Merheim.                                                            |
| 1959 | Nach Plänen von Benno Schachner, Professor für Baukonstruktion der RWTH Aachen, beginnt der Bau des Kinderkrankenhauses Amsterdamer Straße.                |
| 1961 | Baubeginn für den Neubau eines Gebäudekomplexes für Chirurgie und Neurologie am Krankenhaus Köln-Merheim.                                                  |
| 1962 | Betriebsaufnahme im städtischen Kinderkrankenhaus Amsterdamer Straße.                                                                                      |
| 1964 | Der Betrieb im kriegszerstörten Bürgerhospital wird eingestellt.                                                                                           |
| 1966 | Betriebsaufnahme der Chirurgie und der Neurologie in Köln-Merheim.                                                                                         |
| 1972 | Das Krankenhaus Köln-Holweide wird eingeweiht. |
| 1975 | Baubeginn für den Neubau eines Zentralgebäudes am Krankenhaus Köln-Merheim.                                                                                |
| 1981 | Das Krankenhaus Köln-Worringen wird geschlossen. |
| 1983 | Betriebsaufnahme im Zentralgebäude Köln-Merheim. |
| 1991 | Das Perinatalzentrums im Krankenhaus Köln-Holweide wird eröffnet.                                                                                          |
| 1995 | Die interdisziplinären Intensivstation im Krankenhaus Köln-Holweide wird in Betrieb genommen.                                                              |
| 2002 | Das Waldkrankenhauses Rosbach wird geschlossen. |
| 2003 | Kooperation mit der privaten Universität Witten/Herdecke beginnt.                                                                                          |
| 2004 | Einrichtung von drei Lehrstühlen der Universität Witten/Herdecke.                                                                                          |
| 2004 | Neue Rechtsform: Aus dem städtischen Eigenbetrieb wird die gemeinnützige GmbH Kliniken der Stadt Köln gGmbH, alleiniger Gesellschafter ist die Stadt Köln. |
| 2005 | Betriebsaufnahme der Klinik für Kinder- und Jugendpsychiatrie (Standort Holweide).                                                                         |
| 2010 | Krankenhaus Köln-Merheim wird Klinikum der Universität Witten/Herdecke.                                                                                    |
| 2012 | Betriebsaufnahme im Neubau Haus 20b. |

## Trivia
- Im Jahre 2009 stand das Verfahren um eine Personalentscheidung des Aufsichtsrates wegen des Vorwurfs des Verstoßes gegen das Allgemeine Gleichbehandlungsgesetz (AGG) im Interesse der Öffentlichkeit.[40][41] Im betreffenden Fall hatte der Aufsichtsratsvorsitzende der Kliniken der Stadt Köln das fortgeschrittene Alter des Klägers als Grund dafür angegeben, dass der Arbeitsvertrag des Klägers nicht verlängert wurde. Laut einem Urteil des Bundesgerichtshofs (BGH) erfüllt eine solche Begründung den Tatbestand der Altersdiskriminierung.
- Das Krankenhaus Köln-Merheim war bereits mehrfach Gegenstand von Dokumentarfilmen. Die Produktionsfirma Grundy Light Entertainment produzierte etwa die Beiträge Auf Leben und Tod: Notärzte im Einsatz (Sendung am 7. Mai 2011 bei VOX) und Zwischen Umzugskisten und Notfällen – Eine Klinik im Umbau (Sendung am 18. August 2012 bei VOX) über die Arbeit des Krankenhauses.
- Im Waldkrankenhaus bei Rosbach, das zu den städtischen Kliniken gehörte und in dem 2002 der klinische Betrieb eingestellt wurde, drehte Til Schweiger 2004 Szenen seines Films Barfuss.[42]